# 早坂麻衣子
早坂 麻衣子（はやさか まいこ、1972年1月2日 - ）は日本の元AV女優。身長:154cm。スリーサイズ:B83・W58・H85。血液型はB型。
千葉県出身。

## 人物
- 1990年宇宙企画よりデビュー。同年のAVはお嬢様ブームで白鳥慶子、宮沢えり、同じ宇宙企画からでも相沢優花などが、お嬢様女優としてデビュー。
- あまり凹凸のない幼児体型で人気を博した。
- 初体験は16歳のとき[2]

## 出演作品

### アダルトビデオ
- 精出る18歳（1990年、宇宙企画）
- 桃姫おしめり日誌（1990年12月2日、宇宙企画）
- 愛の丸出し濡れ日記（1991年3月31日、宇宙企画）
- 宇宙企画2000PLATINUM（2000年4月28日、宇宙企画）他出演:渡瀬ミク、早見瞳、かわいさとみ、牧本千幸、直木亜弓、長峰ルミ、松田ちゆり、有賀みほ、金沢文子
- 宇宙企画Classic（2002年6月15日、宇宙企画）「精出る18歳」「桃姫おしめり日誌」を収録
- 宇宙企画Classic BEST REMIX（2002年7月13日、宇宙企画）他多数出演

### 写真集
- Sketch（小沢忠恭撮影、英知出版）

### その他
- ANGEL（1991年12月、メディアックス）ISBN 978-4896130508
- 満月獣（1992年8月7日、ジャパンホームビデオ）共演:馬渕秀明[3]

### 雑誌
- アップル通信 1990年11月号（表紙）
- URECCO 1990年12月号
- デラべっぴん 1991年07月号、12月号（巻頭グラビア）
- ベッピンスクール 1991年01月号